# Moscat de Ribesaltes
El Moscat de Ribesaltes és un vi dolç natural amb denominació d'origen (en francès Appellation d'origine contrôlée, AOC) de la Catalunya del Nord etiquetat sota la denominació AOC Muscat de Rivesaltes.
És una denominació regional que agrupa els vins de moscat, o moscatell, de les àrees de les denominacions Banyuls, Maurí i Ribesaltes. Es va crear, el 1956, unificant les antigues Muscat Banyuls, Muscat Maury, Muscat Côtes d'Agly i Muscat Rivesaltes.

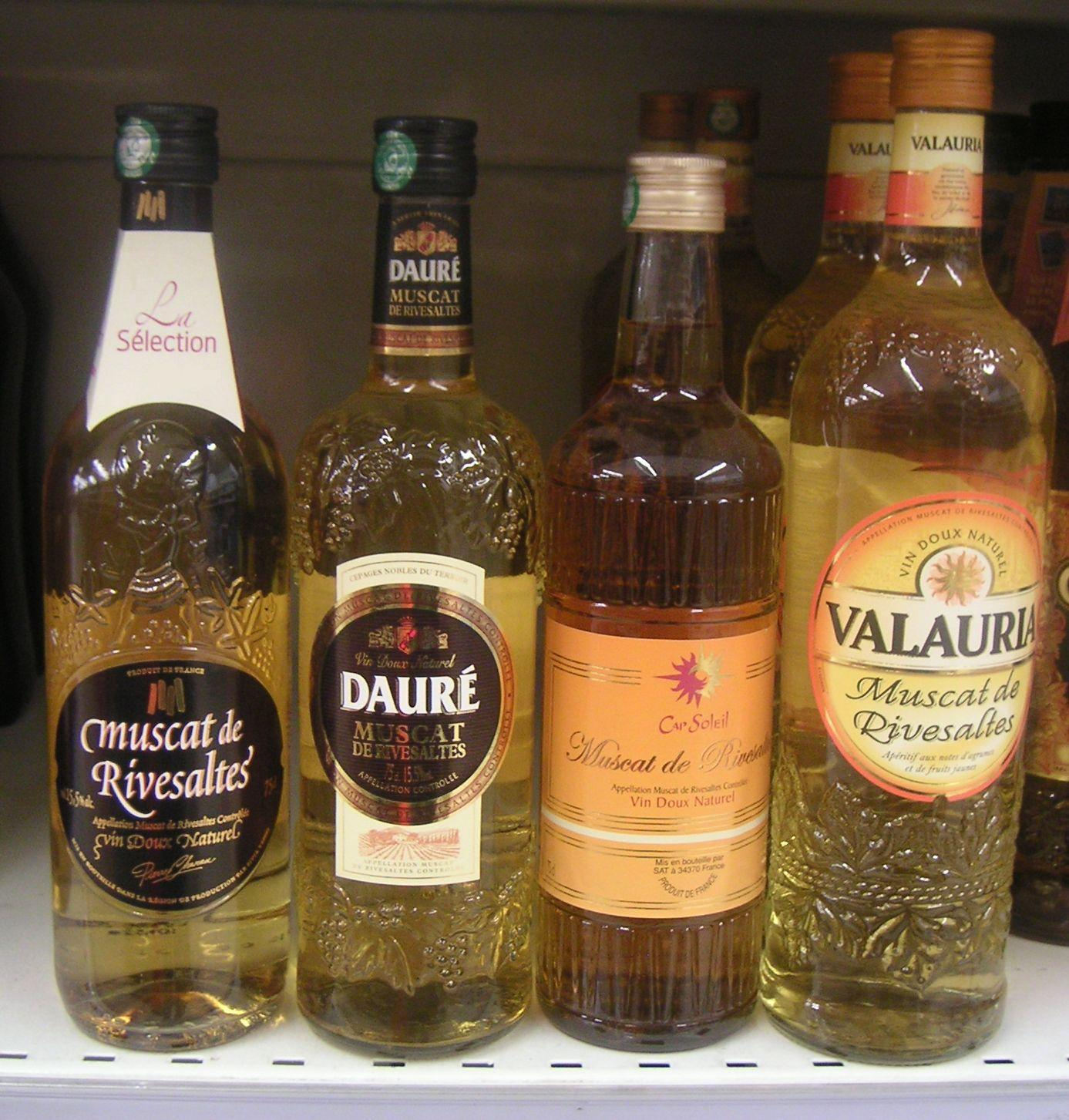
Diverses ampolles de moscat de Ribesaltes

Aquest moscatell és una mica més clar en color i lleuger en dolçor que el moscatell de Catalunya Sud i a França es beu com a aperitiu.
L'àrea de producció és la mateixa que per l'AOC Grand Roussillon que s'utilitza per als vins negres, però predomina el nom de Moscat pel seu volum de producció i per la seva fama.